# Sidney Samson
Sidney Samson (født 2. oktober 1981) er en hollandsk DJ og danceproducer. Sidney Samsom begyndte allerede som 14-årig at optræde som DJ.[kilde mangler]